# Пемброк (Онтарио)
Пемброк (англ. Pembroke) — город в канадской провинции Онтарио, округ Ренфру. Он стоит на месте слияния двух рек, Ондатры и Оттавы, в долине Оттавы.
Площадь города занимает 14,35 км². Согласно данным переписи 2016 года население города составляло 13 886 жителей (940,07 чел./км²).
|  |